# SESC Bauru
O Sesc Bauru é um centro de esportes e cultura, pertencente à instituição privada Serviço Social do Comércio (Sesc). Ele fica localizado na cidade de Bauru, em São Paulo, no bairro Vila Cardia. Foi inaugurado em 24 de maio de 1977.
A unidade conta com área total de 24,7 mil m² e com 18,5 mil m² de área construída. Seu edifício tem dois subsolos, térreo e um pavimento. Foi construído pelos arquitetos Szpigel, Magalhães e Eduardo de Castro Melo.

## Infraestrutura
A unidade conta com vários espaços, como o de leitura, o ginásio poliesportivo, duas piscinas recreativas, um campo de futebol, auditório com capacidade para 165 pessoas, consultórios odontológicos, um espaço de tecnologias e artes e uma comedoria.